# 四日市港ポートビル
四日市港ポートビル（よっかいちこうポートビル）は、四日市港の霞ヶ浦南埠頭にある高層ビルである。高さは100.0 mで、三重県で一番高いビルである。

## 概要
四日市港管理組合や港湾関係企業のオフィスなどが入居している。来客用設備も設置されている。
12階には喫茶店『カフェポート12』や応接室/オープンスペースがあり、14階には展望展示室『うみてらす14』（地上90メートル）があり、四日市港の港湾やコンビナートが一望でき、夜景も楽しめる。天候が良ければ、鈴鹿山脈や養老山地をはじめとして、JRセントラルタワーズやミッドランドスクエアなどの名古屋駅周辺の超高層ビル群や知多半島、中央アルプスや南アルプス、御嶽山までが望める。
2013年（平成25年）に閉館したオーストラリア記念館から展示品の一部を引き継ぎ、同館の模型やカンガルーの剥製を展示する。
CTY-FMの送信所が設置されている。

## 画像集

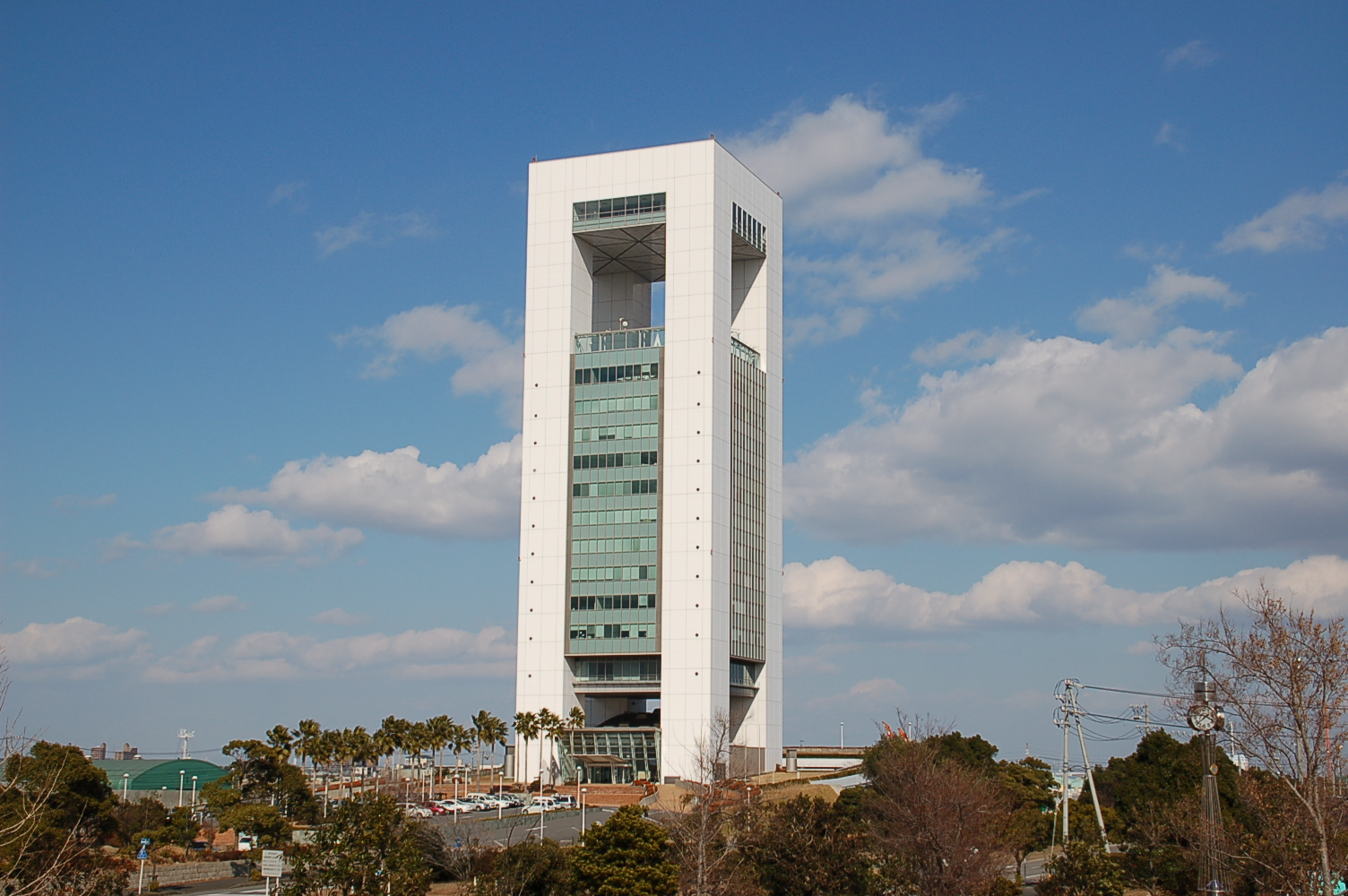
霞港公園から
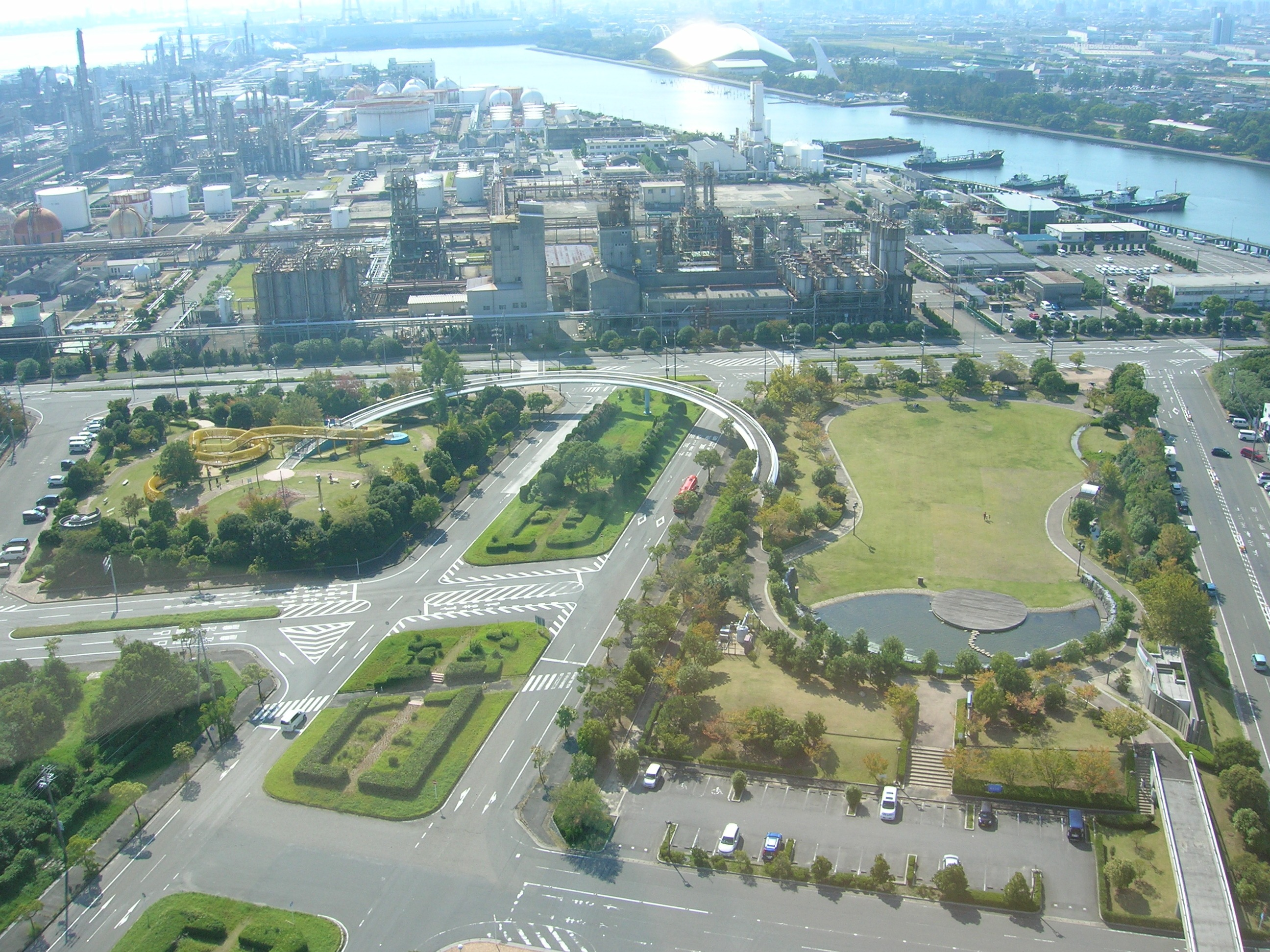
霞港公園とシドニー港公園
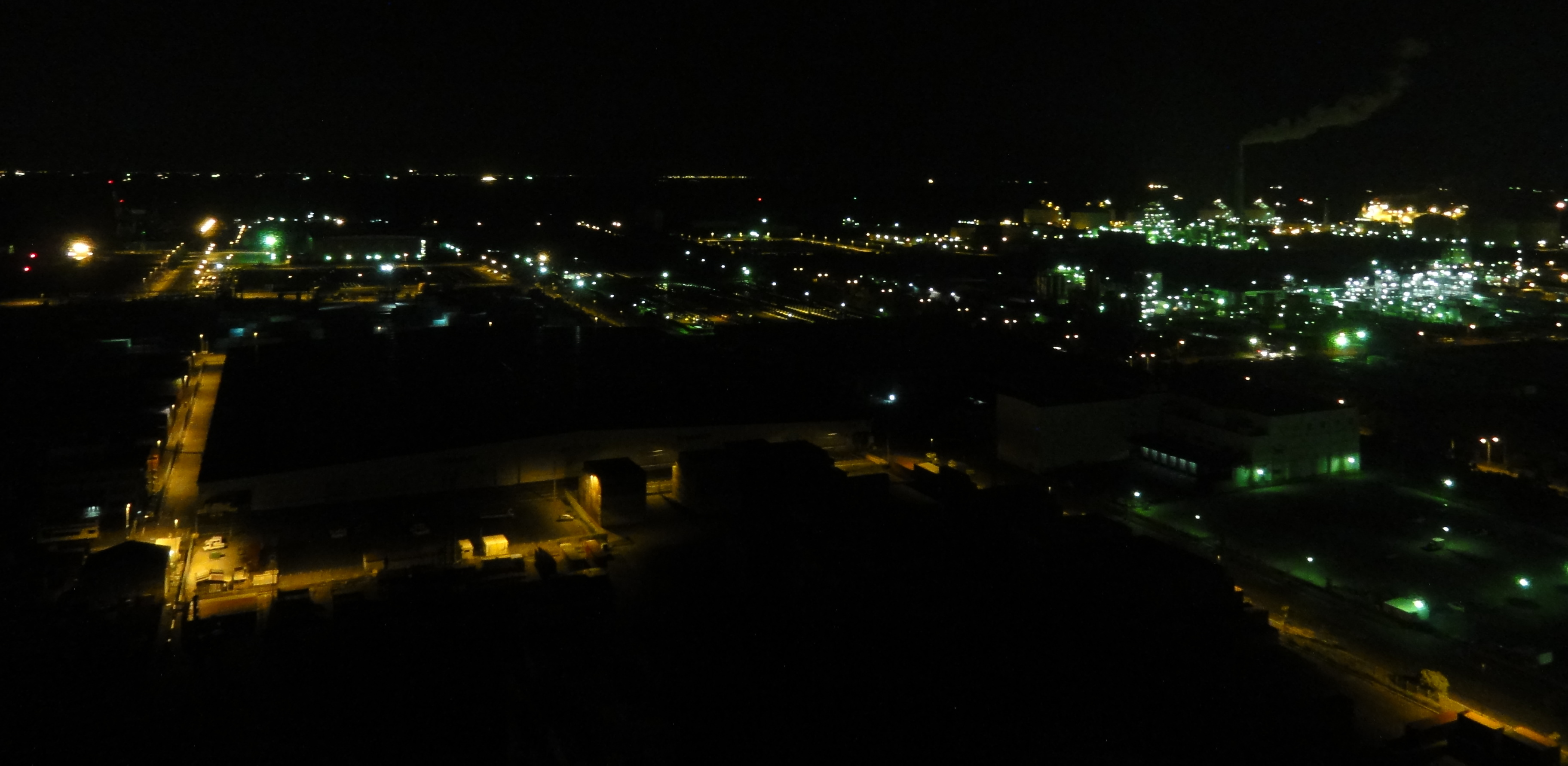
中部国際空港(セントレア)方面を望む夜景
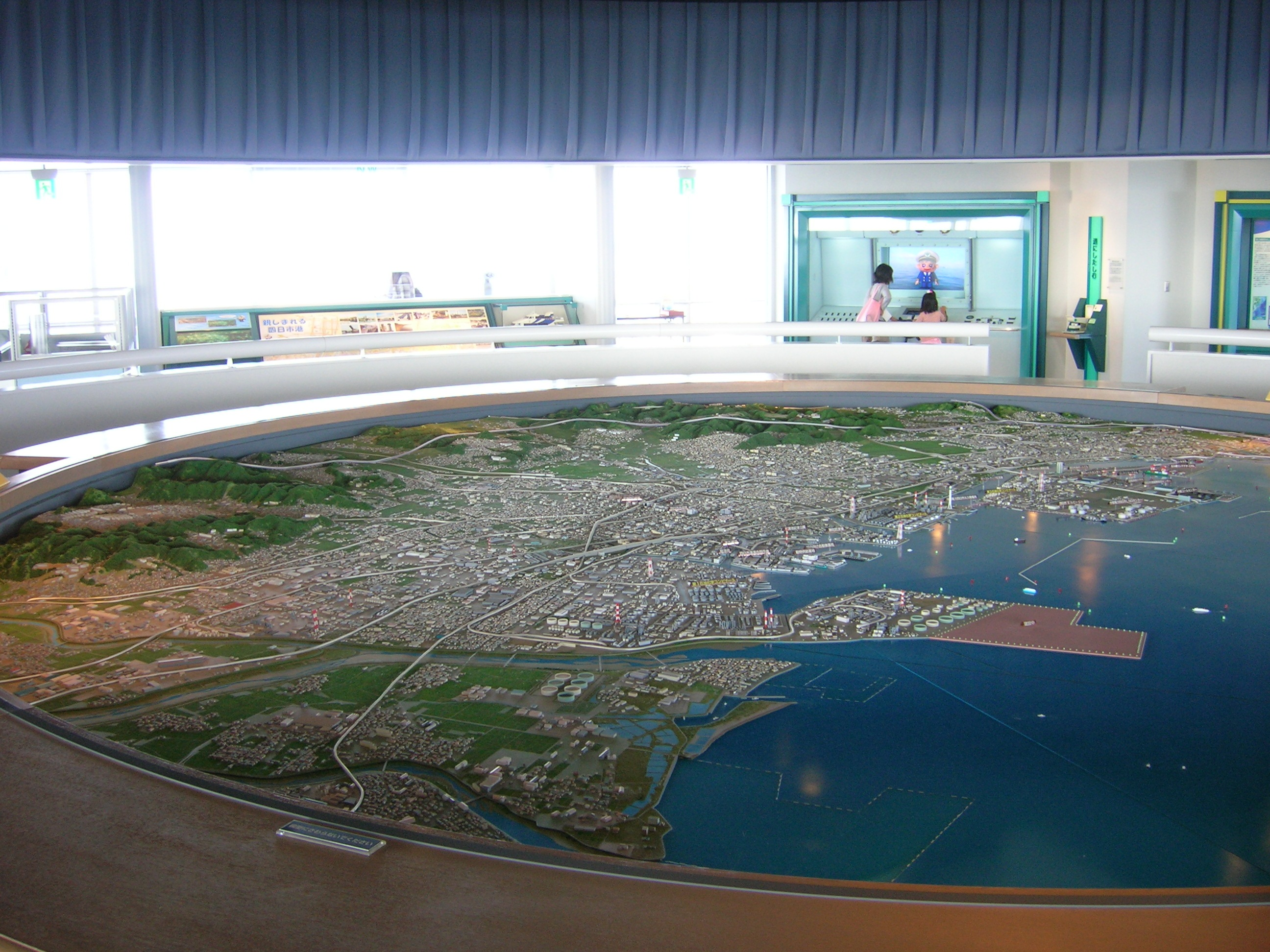
うみてらす14

## 建設
四日市港を管理する四日市港管理組合が、同港の開港100周年を記念して、1999年（平成11年）8月5日に開館した。
地上14階建てで、13階から14階までの間は18メートルの吹き抜け構造になっているのが特徴である。高さは地上100メートルで、三重県で最も高い建築物である。三重県やウェザーニューズのライブカメラなどが設置されている。

## 受賞歴
- 三重県建築賞入選建築（2000年〈平成12年〉）
- 日本夜景遺産（施設型夜景遺産）（2015年〈平成27年〉7月）

## 近隣
駐車場を挟んだ南西側には、四日市港とシドニー港の姉妹港提携20周年を記念して造られたシドニー港公園や当ビルの竣工に合わせて整備された霞港公園があり、この2つの公園は歩道橋『SYSPAブリッジ』で接続されている。
遠隔地から自動車で訪れる場合は、従来は東名阪自動車道四日市東ICから上海老茂福線（旧・富田山城線）を東進するルートが最短距離であったが、2018年（平成30年）4月に四日市・いなばポートライン（霞4号幹線）が開通し、伊勢湾岸自動車道みえ川越ICからのアクセスが可能になった。
公共交通機関を用いる場合には、（鉄道）JR関西本線 富田浜駅が最寄りである。